# Petrositis

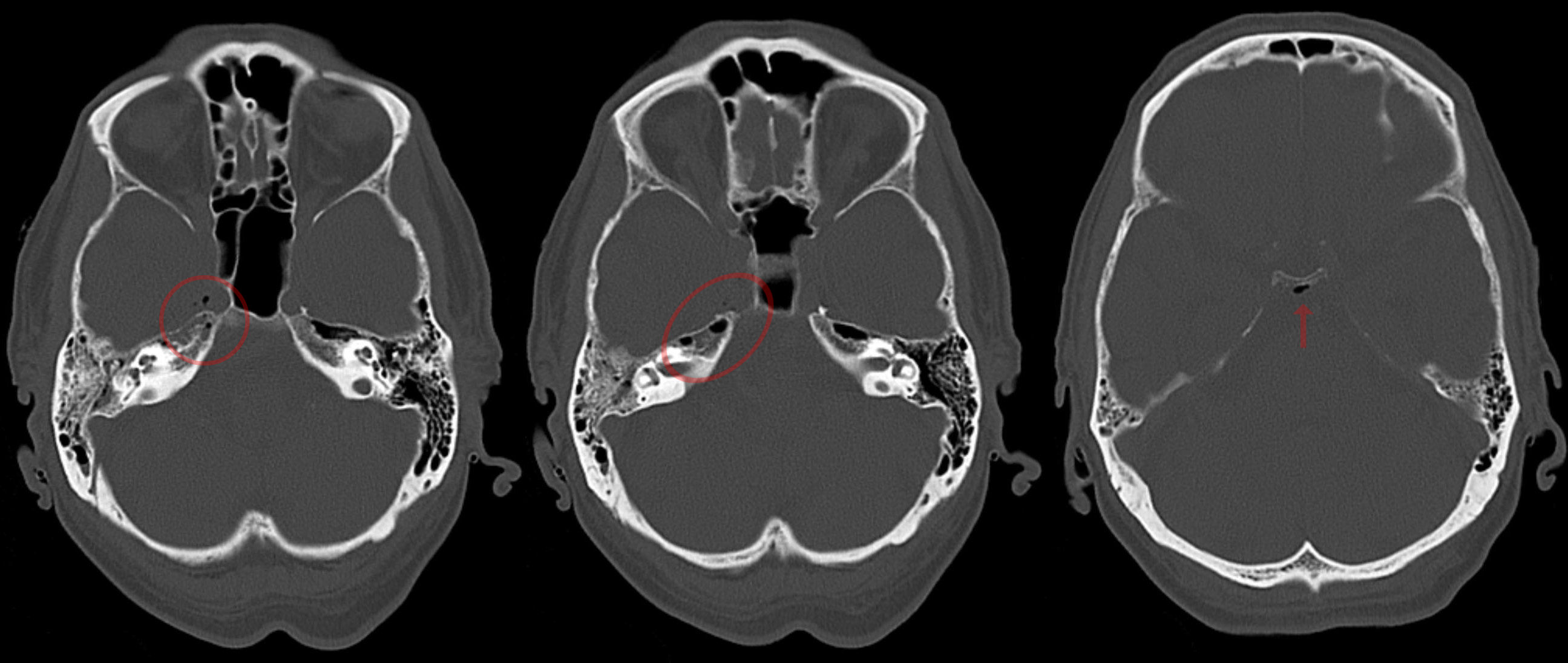
Computertomographie einer Petrositis. Man erkennt als Komplikation Gas (schwarze Flecken) im angrenzenden Schädelinneren

Unter einer Petrositis oder Pyramiden(spitzen)eiterung versteht man eine akute Entzündung im Felsenteil (Pars petrosa) des Schläfenbeins als seltene, aber gefährliche Komplikation einer akuten Mittelohrentzündung.

## Entstehung und Verlauf
Kommt es im Verlauf einer eitrigen akuten Mittelohrentzündung zu einer Mastoiditis, einer granulierenden Entzündung des Warzenfortsatzes (Processus mastoideus) des Schläfenbeins, können bei Vorhandensein von pneumatischen Hohlräumen („Zellen“) rund um den knöchernen Labyrinthblock und in der Spitze der Felsenbeinpyramide auch diese von der Entzündung betroffen sein. Solange sich die Entzündung auf die Schleimhaut der Zellen und die knöchernen Trennwände zwischen den Zellen beschränkt, bestehen neben den Krankheitszeichen der Mastoiditis keine zusätzlichen Symptome. Kommt es jedoch zum Durchwandern der Entzündung durch die knöchernen Begrenzungen der Felsenbeinpyramide, drohen wegen der engen Nachbarschaft mehrerer Hirnnerven, wie Nervus trigeminus und Nervus abducens, sowie von venösen und arteriellen Blutleitern, Komplikationen mannigfacher Art. Eine Pyramidenspitzeneiterung kann auch nach abgeheilter operativer Ausräumung des Warzenfortsatzes (Mastoidektomie) weiter bestehen. Sie äußert sich dann in einer fortbestehenden Eiterung aus einer Trommelfellperforation oder einer eiternden Fistel im Bereich der Operationswunde hinter dem Ohr.

## Diagnose und Symptome
Typisch für die Pyramidenspitzeneiterung sind in der Anfangsphase heftige neuralgiforme Schmerzen im Scheitel, den Zähnen und den Augen (Versorgungsgebiet des Nervus trigeminus), nicht selten zusammen mit einer Lähmung des Nervus abducens (Abduzensparese). Diese Symptome zusammen mit einer fortbestehenden Eiterung aus dem Ohr sind als Gradenigo-Syndrom bekannt. Bei fortschreitender Ausbreitung der Entzündung können Zeichen einer Hirnhautentzündung, eines Hirnabszesses oder einer Sinusthrombose auftreten. Die Diagnose wird gesichert durch eine Computertomografie des Felsenbeins.

## Behandlung
Bestehen Symptome von Seiten der Hirnnerven oder gibt es Hinweise auf andere Komplikationen ist eine operative Behandlung unter gleichzeitiger antibiotischer Therapie erforderlich. Ziel der Operation ist es, durch Mastoidektomie (falls dies nicht schon geschehen ist) und Eröffnen der Zellen um den Labyrinthblock einen Abfluss des Eiters aus den Pyramidenspitzenzellen zu ermöglichen.